# 胡文煊
胡文煊（1999年5月23日—），中國男歌手。2019年參加愛奇藝偶像男團競演養成類真人秀《青春有你》，最终止步于20强。在同年以沙漠五子D5出道，並發行了首支单曲《战场》。 2020年，参加優酷選拔節目《少年之名》，8月28日，最終獲第三名，以限定組合S.K.Y（天空少年）成員名義出道。

## 經歷
2019年1月21日，作为训练生参加爱奇艺青年励志综艺节目《青春有你》，最终止步20强；同年4月6日，与谷蓝帝、师铭泽、徐炳超、丁飞俊组成限定男子团体沙漠五子D5。
5月1日，随组合为《瑞丽服饰美容》拍摄的《MINIBOOK》封面正式上线；5月11日，随组合参加北京冬奥会倒计时1000天“燃烧的雪”主题音乐会并演唱《站起来》。7月20日，沙漠五子组合于上海举行解散演唱会。
2020年，参加优酷视频选秀节目《少年之名》。同年8月28日，與李希侃、左林杰、郭震、左葉、鄭人予、林陌組成限定男子團體S.K.Y。

## 音乐作品

### 單曲列表
沙漠五子D5
| 專輯 | 資料                                                          | 曲目        |
| 1st  | 首張單曲《戰場》 - 發行日期：2019年5月20日 - 語言：國語       | 1. 戰場     |
| 2nd  | 第二支單曲《野Savage》 - 發行日期：2019年5月30日 - 語言：國語 | 1. 野Savage |

S.K.Y天空少年
| 專輯 | 資料                                                    | 曲目    |
| 1st  | 首張單曲《Burn》 - 發行日期：2020年9月20日 - 語言：國語 | 1. Burn |

## 影視作品
電視劇
| 播映年份 | 播映頻道        | 電視劇名稱         | 角色   | 備註 |
| 2020年   | 愛奇藝/深圳衛視 | 他其實沒有那麼愛你 | 許達海 |      |
| 2022年   | 優酷            | 點燃我，溫暖你     | 付一卓 |      |
| 2025年   | 優酷            | 噓，國王在冬眠     | 背刺   |      |

## 演唱會

### 家族演唱會
| 日期          | 地點 | 主題                     | 備註                                       |
| 2019年6月2日  | 澳门 | 樂華娛樂十周年紀念演唱會 | 与沙漠五子D5所有成員                       |
| 2021年7月17日 | 蘇州 | 樂華娛樂12週年家族演唱會 | 與敖犬、張鎬濂、唐九洲、張景昀、蘇勛倫合作 |